# チョコバー

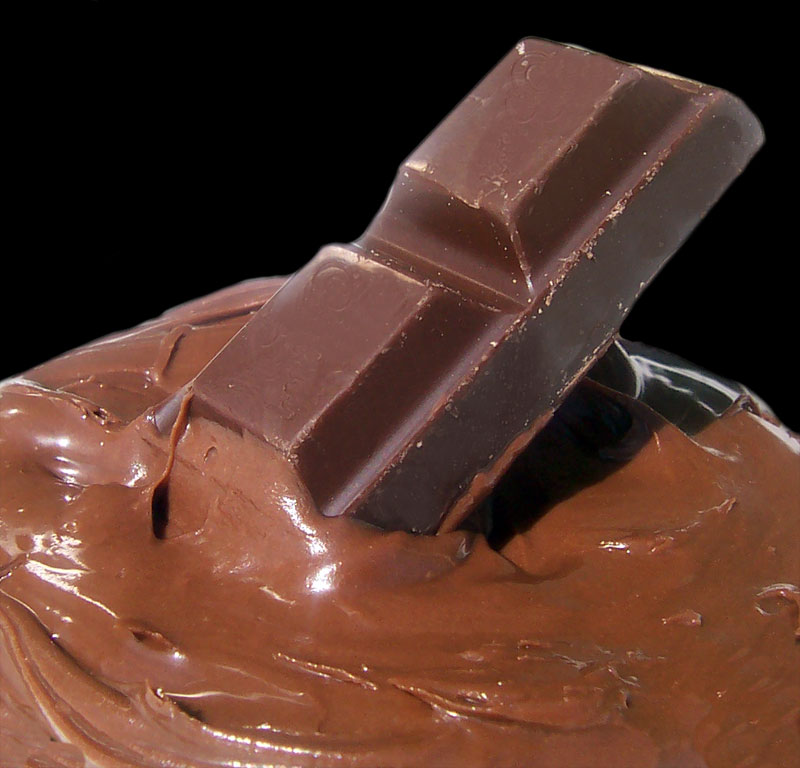
チョコバー

チョコバーことチョコレートバー(英: Chocolate bar)とは、チョコレートを全面にコーティングした棒状の洋菓子の総称である。
コーティングされる菓子には、スナック菓子やシリアル食品を固めたものや、クッキーやビスケットなどが使われることが多い。またヌガーやキャラメルなどのソフトキャンデーを使っているものもある。

## 主にチョコバーとして扱われる菓子の商品
- スニッカーズ
- キットカット
- チョコバット
- ブラックサンダー
- うまい棒 チョコ味
- チョコバー（宮田製菓）

### かつて発売されていたチョコバー
- 森永タムタム（森永製菓）
- 明治チョコバー（明治製菓） - 主に旧ザ・タイガース、石坂浩二をCMキャラクターとしていた。「ナッツヌガー」「パウンドケーキ」「トーストココナッツ」の三種類。製品解説HP